# Fantasia (voilier)
 (juin 2017).
Si vous disposez d'ouvrages ou d'articles de référence ou si vous connaissez des sites web de qualité traitant du thème abordé ici, merci de compléter l'article en donnant les références utiles à sa vérifiabilité et en les liant à la section « Notes et références ».
Le Fantasia est une classe de voilier de 8.00 mètres dessinée par Philippe Harlé, en 1981, et construite par le chantier Jeanneau, en Vendée de 1982 à 1991.

## Présentation
Si son succès ne dépasse pas celui de Sangria, dessiné aussi par Philippe Harlé, il a quand même été construit à 1 700 exemplaires.
Ce voilier - construit en polyester, à une époque ou la rationalisation des coûts ne faisait que commencer à arriver dans les discours - est très costaud et sécurisant ; les exemplaires actuels ne souffrent pas de problèmes structurels.
Ce voilier familial est un très bon marcheur, sans être un voilier de régate. Il passe très bien dans la grosse mer et aime la brise. Il se trouve plus paresseux dans le petit temps. Son cockpit est ergonomique et le passage sur l'avant se fait bien.
Certaines unités feront des voyages hauturiers (Méditerranée, Atlantique, etc.) mais le programme est surtout côtier.
Mais ce qui fait du Fantasia un voilier qui reste dans l'histoire de la plaisance est que ce fut le premier voilier de cette taille à avoir une cabine arrière. Celle-ci fut déjà ébauchée sur d'autres unités, celle du Fantasia est vraiment optimisée et peut accueillir deux adultes. De chaque côté de la descente, la table à carte fait face à un coin toilette et le carré se prolonge vers un triangle avant formant une nouvelle couchette double.
Ses principaux concurrents seront le GibSea 76, le First 26.
En 2005 à 2007, un navigateur du nom de Alfonso Pascual, réalise un tour du monde à bord d'un Fantasia de 1984.

## Caractéristiques techniques
- Longueur Hors Tout : 8,00 m. Coque : 7,70 m.
- Largeur : 2,88 m.
- Tirant d'eau en quillard : 1,50 m. En DL : 1,72/0,80 m.
- Poids : 2 400 kg (2 500 kg en DL).
- Lest : 750 kg version quillard. 880 kg en DL)
- Voiles : Grand-voile : 12.80 m², génois : 22,40 m², spinnaker : 48,10 m².
- Moteur : HB sur chaise ou IB 10 ch.